# یواس‌اس تتیس (۱۸۸۱)
یواس‌اس تتیس (۱۸۸۱) (به انگلیسی: USS Thetis (1881)) یک کشتی است که طول آن ۱۸۸ فوت ۶ اینچ (۵۷٫۴۵ متر) می‌باشد. این کشتی در سال ۱۸۸۱ ساخته شد.